# Vaenga (Sjeverna Dvina)
Vaenga (rus. Ваенга, Ваеньга) je rijeka u Vinogradovskom rajonu Arhangelske oblasti u Rusiji. To je desni pritok Sjeverne Dvine. Duga je je 218 km, s površinom porječja od 3370 km2. Njeni glavni pritoci su Jugna (desni) i Nondrus (lijevi).

## Porječje i tok rijeke
Porječje rijeke Vaenga zauzima cijeli sjeverni i središnji dio Vinogradovskog rajona i manje dijelove susjednih Holmogorskog i Pinežskog rajona.
Izvor Vaenge nalazi se u središtu okruga, sjeveroistočno od sela Njavodi. Isprva teče prema zapadu, zatim skreće prema sjeveru, a nakon što prihvati Kisemu s desne strane, skreće prema sjeverozapadu. Nakon što sa sjevera prihvati desni pritok, Jugnu, Vaenga skreće prema jugozapadu, a na kraju prema jugu i jugoistoku. Prvo selo na toku Vaenge je Vorontsi, uzvodno od Vorontsija dolina nije naseljena. Južno od Vorontsija, Vaenga pravi petlju, prihvaća Nondrus s lijeve strane, te se na kraju okreće za 180° i teče prema sjeverozapadu. Ispod sela Nižnjaja Vaenga rijeka skreće prema istoku. Ušće Vaenge nalazi se u blizini sela Goltsovo, 334 km uzvodno od ušća Sjeverne Dvine.

## Gospodarstvo
Do 1990-ih, Vaenga se koristila za splavarenje drva.